# Düsseldorf (EP)
Düsseldorf är en EP av bob hund som släpptes på CD 28 oktober 1996. Låt 2, 3 och 4 är på omslaget enbart benämnda "C:a 11 minuter från Koppom Okt +94".

## Låtlista
| Nr | Titel                                                | Längd |
| -- | ---------------------------------------------------- | ----- |
| 1. | Düsseldorf                                           |       |
| 2. | Hörlurar                                             |       |
| 3. | Spelad glädje                                        |       |
| 4. | Nu är vi här! Nu är vi här! Nu är vi här! Var är vi? |       |